# دمستان
دٌمستان یا دَبستان (به عربی: دمستان) یک منطقهٔ مسکونی در بحرین است که در شمالیه (بحرین) واقع شده‌است. این مکان در شمال کرزکان و غرب شهر حمد واقع شده است، در منطقه اداری استان شمالی کشور.

## مُشتق‌شناسی
دو ریشه ممکن برای نام "دمستان" وجود دارد.
ریشه اول به واژه "دبستان" (دبستان) برمی‌گردد که در زبان فارسی به معنای "مدرسه" یا "محل یادگیری" است.: 134  "دب" به معنای "یادگیری" یا "آموزش" و "-ستان" پسوندی به معنی "محل" یا "سرزمین" است. بنابراین، دبستان به معنای "محل یادگیری" یا "مدرسه" است.: 134 
این مکان ممکن است پیشینۀ مدرسه "اتحاد ملی" (دبستان اتحاد ملی) باشد، هرچند که بقایای این مدرسه در منیمال قرار دارد و ممکن است قبل از بسته شدن در سال 1996 به منامه منتقل شده باشد.
ریشه دیگر این نام ممکن است به "دُم استان" (دُم استان) اشاره داشته باشد که به معنای "سرزمین دم" است، هرچند این موضوع از سوی منابع معتبر تأیید نشده است.

## امکانات مسکونی
1. در سال 1983، اسکان «دمستان» قدیم مرحله اول تأسیس شد.
2. در سال 2001، اسکان «دمستان» جدید مرحله دوم تأسیس شد.
3. در سال 2009، اسکان جدیدی در شرق بيوت اسکان جدید مرحله سوم و آخر تأسیس خواهد شد.

## از مؤسسات آن
- صندوق دمستان خیریه.
- مرکز دمستان فرهنگی و ورزشی.
- کمیته جوانان رسالی.
- کمیته مردمی.
- اهل بیت فرهنگی و اجتماعی.
- مرکز اسلامی ابورمانه.

## مساجد آن
- مسجد شیخ محمد ابورمانه که از معالم روستای دمستان است و در غرب روستا در نزدیکی باغات و دریا قرار دارد.
- مسجد امام رضا در شمال روستا «محله رضا».
- مسجد روضة در حال ساخت.
- مسجد امام منتظر.
- مسجد شیخ ابراهیم الوسیط که تخریب و بازسازی شده است.
- مسجد امام حسین که به مسجد عالم معروف است.
- مسجد اسکان دمستان، که به مسجد امام جواد معروف است.
- مسجد الواقعه در جنوب مدرسه بلقیس.

## پیوند به خارج
- قرية دمستان - مملكة البحرين